# Heinrich Herlitzius
Heinrich Herlitzius (* 31. Oktober 1887 in Osnabrück; † 13. September 1953 ebenda) war ein deutscher Politiker (SPD).

## Leben
Heinrich Herlitzius wurde am 31. Oktober 1887 in Osnabrück als Sohn des Schuhmachers Franz Ferdinand Herlitzius (1861 bis 1931) und seiner Frau Anna Marie Elise Herlitzius geboren. Er besuchte die Volksschule in Osnabrück. Er trat am 8. April 1902 bei der Druckerei J. G. Kisling in die Lehre und wurde vier Jahre später Maschinensetzer. Herlitzius war bereits seit 1906 gewerkschaftlich organisiert. Er wurde 1908 Mitglied der SPD. Zwischen 1920 und 1933 war er Bezirksvorsteher des Verbandes der Deutschen Buchdrucker im Bezirk Osnabrück. In den Jahren von 1921 bis 1936 war er verschiedentlich auch als Korrektor tätig. Während der Nazidiktatur wurde er mehrfach verhaftet. 1938 trat er, nachdem er zuvor in einer Druckerei in Münster gearbeitet hatte, in die Firma Meinders & Elstermann ein, wo er als Maschinensetzer und Korrektor bis zu seiner Wahl als Oberbürgermeister tätig war. Im Jahr 1946 wurde er Mitglied des ernannten und später des gewählten Stadtrates von Osnabrück. Die Kirchengemeinde St. Katharinen wählte den überzeugten Christen und Sozialisten Anfang 1946 in den Kirchenvorstand. Er wurde zweimal Oberbürgermeister der Stadt Osnabrück. Seine erste Amtszeit dauerte von 1946 bis 1948, ein zweites Mal wurde er für die Zeit von 1949 bis 1951 gewählt. Am 28. Dezember 1951 musste Herlitzius im Ergebnis einer politischen Intrige zurücktreten. Die Rehabilitierung kam zu spät. Ferner war Herlitzius in der zweiten Wahlperiode Mitglied des Niedersächsischen Landtages zwischen dem 6. Mai 1951 bis zu seinem Tod am 13. September 1953.